# Comuna de Czerwińsk nad Wisłą
Czerwińsk nad Wisłą (polaco: Gmina Czerwińsk nad Wisłą) é uma gminy (comuna) na Polónia, na voivodia de Mazóvia e no condado de Płoński. A sede do condado é a cidade de Czerwińsk nad Wisłą.
De acordo com os censos de 2004, a comuna tem 7926 habitantes, com uma densidade 54,3 hab/km².

## Área
Estende-se por uma área de 146,07 km², incluindo:
- área agricola: 84%
- área florestal: 5%

## Demografia
Dados de 30 de Junho 2004:
|                      | Total   | Total | Mulheres | Mulheres | Homens  | Homens |
| -------------------- | ------- | ----- | -------- | -------- | ------- | ------ |
|                      | pessoas | %     | pessoas  | %        | pessoas | %      |
| População            | 7926    | 100   | 3981     | 50,2     | 3945    | 49,8   |
| Densidade (pop./km²) | 54,3    | 100   | 27,3     | 27,3     | 27      | 27     |

De acordo com dados de 2002, o rendimento médio per capita ascendia a 1181,71 zł.

## Subdivisões
- Nowy Boguszyn, Stary Boguszyn, Chociszewo, Czerwińsk nad Wisłą, Garwolewo, Gawarzec Dolny, Gawarzec Górny, Goławin, Goworowo, Grodziec, Janikowo, Karnkowo, Komsin, Kuchary-Skotniki, Łbowo, Miączyn, Miączynek, Nieborzyn, Osiek, Parlin, Nowe Przybojewo, Stare Przybojewo, Nowe Radzikowo, Radzikowo Scalone, Stare Radzikowo, Raszewo Dworskie, Raszewo Włościańskie, Roguszyn, Sielec, Stobiecin, Wilkowuje, Wilkówiec, Wola, Wólka Przybójewska, Wychódźc, Zarębin, Zdziarka.

## Comunas vizinhas
- Brochów, Leoncin, Naruszewo, Wyszogród, Zakroczym, Załuski